# Chiesa di Santa Maria Maddalena (Roncà)
La chiesa di Santa Maria Maddalena è la parrocchiale di Terrossa, frazione del Comune di Roncà, in provincia di Verona e diocesi di Vicenza; fa parte del Vicariato di San Bonifacio-Montecchia di Crosara, precisamente dell'Unità Pastorale di Roncà, Terrossa, Santa Margherita e Brenton.

## Storia

### Le origini e le prime divergenze con Roncà
Terrossa fino al Trecento era una cappella della pieve di Montecchia di Crosara,  ma con la fondazione della chiesa di S. Maria Annunciata in Roncà, agli inizi del XIV secolo, fu sottoposto alla giurisdizione ecclesiale di quest'ultima.
Il fatto che a Roncà fossero presenti sacerdoti di origine tedesca per gli abitanti in maggioranza di origine germanica non aiutava i terrossani, tanto che il 20 novembre 1434 furono convocati davanti al Vescovo di Vicenza Francesco Malipiero per risolvere una lite Francesco Tirapelle, massaro, con altri due rappresentanti di Terrossa, e il rettore di Roncà, Pietro d'Alemagna. Lamentata la distanza dalla chiesa di Roncà, Terrossa riuscì ad ottenere un sacerdote che, mantenuto dagli abitanti, esercitasse la cura d'anime (salvo amministrare il Battesimo), pur rimanendo dipendente da Santa Maria Annunziata.

La decisione non ebbe un effetto immediato visto che nel 1439 i rappresentanti di Terrossa insisteranno nuovamente con il Vescovo Malipiero ed otterranno un sacerdote con il titolo di rettore, che però dovrà rispettare quanto concordato cinque anni prima. In realtà la documentazione fa comprendere come la chiesa fosse piuttosto povera e che Terrossa in quegli anni fu lasciata in abbandono o curata da sacerdoti estranei ai bisogni della popolazione.

### Terrossa diventa parrocchia indipendente
Il 9 aprile 1615 il rettore di Roncà, davanti al Vescovo di Vicenza Dionisio Dolfin, chiede piena libertà per il rettore di Terrossa nell'esercizio della cura d'anime, senza obblighi verso di lui. Il presule sentenziò che il sacerdote in cura d'anime di Santa Maria Maddalena avrebbe amministrato tutti i sacramenti (salvo il Battesimo), non avrebbe celebrato i funerali e sarebbe stato obbligato a recarsi a Santa Maria Annunziata per alcune solennità dell'Anno Liturgico.

La sentenza sembra non piacque a nessuna delle parti visto che il rettore di Roncà pretendeva il controllo dello stato delle anime e l'obbligo da parte del rettore e dei terrossani a celebrare la Pasqua e a partecipare ad altre funzioni e processioni solenni a Roncà. Di contro gli abitanti di Terrossa facevano battezzare i bambini o di nascosto nella propria chiesa o a Gambellara con la scusa dell'urgenza.
Nell'inverno tra il 1637 e il 1638 il Vicario Generale della diocesi vicentina, accompagnato da due canonici, percorse a piedi il tragitto da Terrossa a Roncà e viceversa per rendersi conto di persona dello stato della strada. Si giunse al compromesso che il rettore di Terrossa amministrasse anche il Battesimo, ma serviva il permesso del parroco di Roncà, il quale era obbligato a concederlo; di contro i fedeli di Terrossa dovevano recarsi a Pasqua nella chiesa considerata matrice, cioè quella del capoluogo. Fu inoltre stabilito che il confine tra le due realtà ecclesiali fosse la valle del palazzo dei signori Grimani.

Anche questa volta la soluzione non fu accettata da entrambe le parti, tanto che per annullare la sentenza ricorsero ad autorità superiori all'Ordinario diocesano come il Patriarca d'Aquileia, il Nunzio Apostolico a Venezia e l'autorita civile della Serenissima a Verona, ma senza arrivare a dirimere la contesa.
Il 3 agosto 1712 il canonico vicentino Cesare Vigna, nominato arbitro vescovile nella questione, sentenziò che Terrossa diventasse parrocchia indipendente, seppure con alcuni obblighi  verso Roncà, definita come parrocchia matrice. Quest'ultima aveva diritto alle decime e ai quartesi e, in segno di superiorità, il parroco di Santa Maria Annunziata aveva la precedenza nei funerali di Terrossa ed il diritto che il parroco di Santa Maria Maddalena e i suoi parrocchiani partecipassero ad alcune processioni.
Il malumore dei terrossani andò avanti per più di un secolo, fino al 6 ottobre 1821, quando il Vescovo di Vicenza Giuseppe Maria Peruzzi, dopo la visita pastorale del 5 settembre dello stesso anno ad entrambe le parrocchie, diede piena autonomia a quella di Terrossa, nonché definì ingiusta la sentenza del canonico Vigna del 1712.

### L'antica chiesa e il nuovo edificio di culto
L'antica chiesa, collocata nell'attuale via Chiesa Vecchia, ai confini con il Comune di Gambellara, con quattro altari laterali, canonica e cimitero annesso, però nel 1729 i capifamiglia, dopo le funzioni domenicali, elessero i membri della commissione per erigere un nuovo tempio. Questa decisione non ebbe alcun seguito.
I capifamiglia si riunirono nuovamente nel 1844 per nominare sei persone che indicassero il luogo più adatto dove costruire il nuovo edificio sacro. Il parroco dell'epoca, don Giovanni Fossà, fornisce le motivazioni: chiesa vecchia incapace di contenere i fedeli, collocata ai margini dell'abitato e con rischio di crollo sul lato est.

Il 15 luglio 1844 il signor Andrea Durlo e i figli Antonio e Luigi donano alla parrocchia il terreno in sito denominato il Motto del Castelletto, dove far sorgere la nuova chiesa, risolvendo così i contrasti sulla scelta del luogo dove edificare. Il 24 luglio dello stesso mese l'Imperiale Reale Delegazione provinciale di Verona autorizza la costruzione della nuova chiesa a condizione di far conoscere il sito dove s'intenda costruire, di presentare il progetto con il preventivo delle spese e di conservare la chiesa precedente, cosa che invece non avverrà.
Il 18 settembre 1845 avvenne la posa della prima pietra. A tenere il discorso fu don Zefirino Agostini, il fondatore delle suore Orsoline nella parrocchia dei Santi Nazaro e Celso di Verona, beatificato nel 1998 dal Papa San Giovanni Paolo II. 
Il progetto della chiesa è dell'architetto bellunese Giovanni Luigi De Boni, opera postuma in quanto morì a Breganze il 16 marzo 1844.

Si avvicendarono più parroci nei lavori di costruzione della chiesa: don Giovanni Fossà, già a Terrossa dal 1842 e morto di vaiolo a 43 anni nel 1850; don Giuseppe Perotti, che rinunciò alla parrocchia nel 1856; don Girolamo Carli, che rinunciò nel 1861; don Giovanni Madddalena, che morì improvvisamente a 40 anni nel 1867 e che era riuscito, dopo domanda nel 1864 ad ottenere un sussidio da Elisabetta di Baviera, Imperatrice d'Austria per continuare la costruzione, vista la mancanza di mezzi. Fu don Giovanni Dal Soglio, parroco dal 1867 al 1887 ad aprire l'edificio al culto, visto che i lavori terminarono nel 1869.  
Nel settembre 1869 la chiesa fu inaugurata con il trasporto solenne Santissimo Sacramento dal vecchio luogo di culto al nuovo. A parlare per l'occasione fu ancora don Zefirino Agostini.
L'8 agosto 1886 fu benedetto il nuovo cimitero dall'allora Vicario di Montecchia di Crosara, così i defunti non furono più sepolti in quello di Gambellara. 
Nel 1950 furono abbassati i gradini della scalinata d'ingresso e rifatta la mensa dell'altare maggiore, nonché restauri al tetto e la pulitura interna della chiesa. Nel maggio dello stesso anno, dopo questi lavori, la chiesa fu consacrata dal Vescovo di Vicenza mons. Carlo Zinato.

Ulteriori lavori furono compiuti nel 1969 in occasione del centenario dell'inaugurazione, un riordino totale dell'edificio, che venne anche abbellito internamente ed esternamente.

### Il diritto di patronato
Il diritto di patronato è un privilegio ecclesiastico concesso in passato dalla Chiesa a singoli o collettività che consisteva nel diritto di scegliere un sacerdote da presentare all'Ordinario diocesano per la nomina a parroco o rettore di qualche chiesa.
Fino al 1530 i documenti di nomina dei rettori di Terrossa sono chiari ad esprimere il pieno diritto del Vescovo di Vicenza di decidere a quale sacerdote affidare l'incarico. 
L'8 settembre 1534 Antonio Piacentini e altre persone di Roncà, vantando non si sa per quale motivo, il diritto di patronato su Terrossa, nominano rettore un certo Giacomo Alinello di Venezia. Da Vincenza si minacciò la scomunica e si annullò la nomina, visto che essa, compreso il conferimento dei poteri spirituali, viene sempre dal Vescovo anche in presenza di un diritto di patronato. La vicenda si chiuse nel 1536 con l'accettazione da parte del Vescovo di Giacomo Alinello.
La questione sembrerebbe chiusa, invece il 12 novembre 1630 i capifamiglia di Terrossa, alla morte di don Valentino Lago, dichiarando di avere il diritto di patronato elessero, alla presenza di un notaio, elessero rettore don Cristoforo Cristofori, canonico secolare della Congregazione di San Giorgio in Alga di Venezia, autorizzato dai suoi superiori, presente ed accettante. Al verbale di elezione i capifamiglia fanno allegare un regolamento in diciotto capitoli con condizioni imposte all'eletto e si riservano il diritto di destituirlo e di nominare il successore in caso di inadempienza. Il documento è illegittimo dal punto di vista canonico e fa pensare che anche il diritto di patronato lo fosse, visto che non si parla mai di quando sia nato. Ulteriore prova è che nella Cancelleria della Curia vicentina si trova il verbale dell'elezione con il regolamento, ma non il documento vescovile di nomina di don Cristofori, nel 1633 attestato a Brognoligo come rettore di quella chiesa.
Il 13 luglio 1633 viene eletto dai capofamiglia don Bernardino Sacchiero, ma anche in questo caso manca la documentazione della Curia. Nel 1637, con l'elezione di don Girolamo Ganduzzi, abbiamo l'accettazione del Vescovo Luca Stella. A pensarci è proprio questo il periodo in cui il Vicario Generale cercò di accomodare la lite con Roncà e può darsi che il preteso diritto di patronato dei capifamiglia di Terrossa, legittimo o illegittimo che fosse, fu accettato dal Vescovo per non creare ulteriori motivi di litigio.
Nel 1679 l'elezione di don Pietro Ferrari fu contestata come irregolare e fu presentata a Vicenza la dichiarazione di nullità, ma tale atto fu confermato, non accettando le contestazioni.
Il diritto di patronato fu applicato anche nel Novecento. I capifamiglia dovevano scegliere il loro parroco fra una terna presentata dall'Ordinario diocesano. Successivamente alla morte di don Filippo Martinelli, il 2 luglio 1933, nessuno dei nomi proposti fu gradito dai capifamiglia terrossani, che preferivano il gambellarese don Giuseppe Rossi, che aveva aiutato l'economo spirituale don Elia Spagnolo. Il Vicario Generale, per ordine del Vescovo Ferdinando Rodolfi, dispose che don Rossi lasciasse subito la parrocchia e fu assegnato come coadiutore don Giuseppe Fabbian, cappellano di Montebello Vicentino. La situazione si normalizzò e fu scelto il primo nome della terna proposta, quello di don Augusto Concato, parroco fino al 31 dicembre 1965, giorno della sua morte. 
Il Concilio Vaticano II aveva disposto che gli aventi diritto di patronato vi rinunciassero spontaneamente e i capifamiglia terrossani accettarono di buon grado questa decisione, tanto che il successore di don Augusto Concato, don Pietro Dalle Rive, già vicario adiutore dal 1964, fu assegnato dal Vescovo senza alcuna decisione dei capifamiglia.

## Descrizione

### La facciata

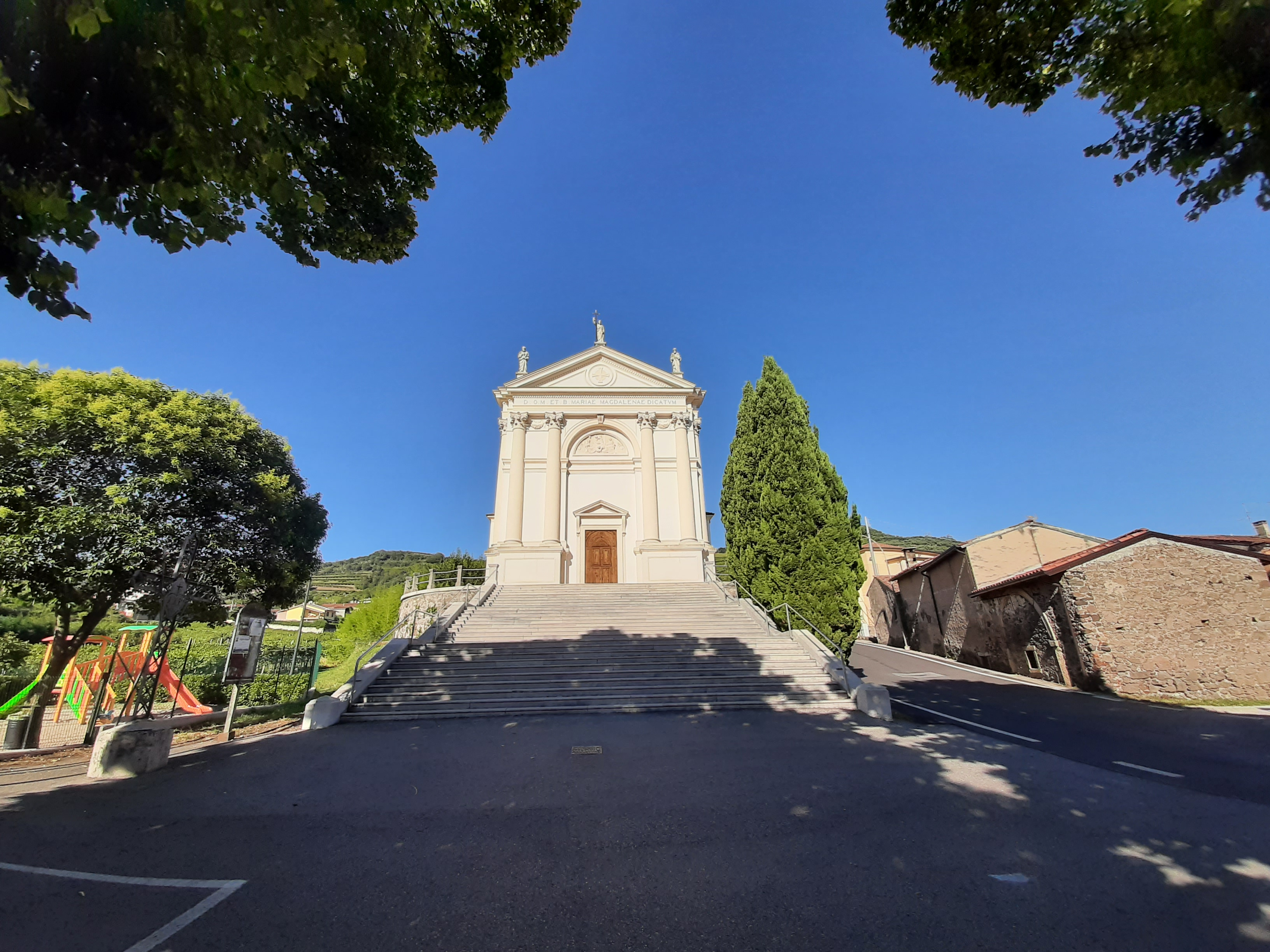
La facciata e la gradinata.

La facciata, preceduta da due filari di alberi e da una gradinata, eseguita nel 1925, presenta un portale rettangolare, a cui si accede salendo alcuni gradini, chiuso in alto da un timpano triangolare.

Ai lati salgono due coppie di semicolonne che sorreggono il timpano triangolare, in cui è presente un cerchio in cui è presente una Croce in bassorilievo.

Sopra il timpano sono collocate tre statue: al vertice il Redentore e ai lati i Santi Pietro e Paolo.

Sotto il timpano corre una fascia con scritta che ricorda il titolo della chiesa: D.O.M. et B. Mariae Magdalenae dicatum.

Al centro della facciata una mezzaluna con soggetto La peccatrice (o Maria di Betania) che unge i piedi a Gesù (per secoli identificate con la Maddalena), scolpito in bassorilievo.

### Interno
L'interno della chiesa si presenta con un'unica navata, con bussole, intonaci, soffitti e pavimenti completati tra il 1902 e il 1905, e due altari laterali per lato.
Sulla parete destra abbiamo l'altare di Sant'Antonio di Padova, risalente al 1890, e quello dedicato al
Sacro Cuore di Gesù, del 1924 e con statua del 1942 di Giacomo Mussner di Ortisei.
Sulla parete sinistra abbiamo gli altari della Madonna del Santo Rosario, del 1890, e della Madonna della Neve, quest'ultimo proveniente dalla vecchia chiesa e databile, come da iscrizione, al 1665, con statua della Vergine col Bambino opera del 1939 del Mussner.

Tra i due altari è collocato il pulpito ligneo.
Vicino al presbiterio, sul lato sinistro, è collocata la statua della patrona, Santa Maria Maddalena, sempre opera del Mussner.
Sul soffitto della navata è dipinta La Crocifissione, opera del 1902 del pittore Giovanni Bevilacqua.
Alcune finestre a lunetta e termali introducono la luce solare nell'edificio, schermata dalle vetrate di Poli Arte di Verona, installate nel 1969 per il centenario della chiesa.

### Il presbiterio
Nel presbiterio, a pianta quadrangolare, è posto l'altare maggiore seicentesco, recuperato dalla vecchia chiesa, a cui furono aggiunte nel 1943 le statue dei Santi Pietro e Paolo, eseguite dallo scultore vicentino Giuseppe Zanetti.
Sulle pareti laterali, sopra gli stalli lignei del falegname Augusto Peruzzi di Chiampo, si trovano due affreschi: L'Ultima Cena a sinistra, La moltiplicazione dei pani e dei pesci a destra, opere del pittore di Mareno di Piave, il trevigiano Giuseppe Modolo.

Due finestre termali illuminano naturalmente il presbiterio.
Dietro l'altare maggiore vi è l'abside semicircolare, con quattro semicolonne a sostenere il catino absidale. Gli stalli del coro furono completati e messi in opera nel 1943.

### L'organo
In controfacciata è collocata la cantoria che ospita un organo della ditta Zarantonello di Cornedo Vicentino (1908). La stessa ditta ripristinerà lo strumento musicale, ormai malandato, nel 1963. 

Nel 1969, in occasione del centenario della chiesa, la consolle fu collocata nei pressi dell'altare maggiore.

L'ultimo restauro risale al 1994, opera di Diego Bonato.

## Campanile e campane

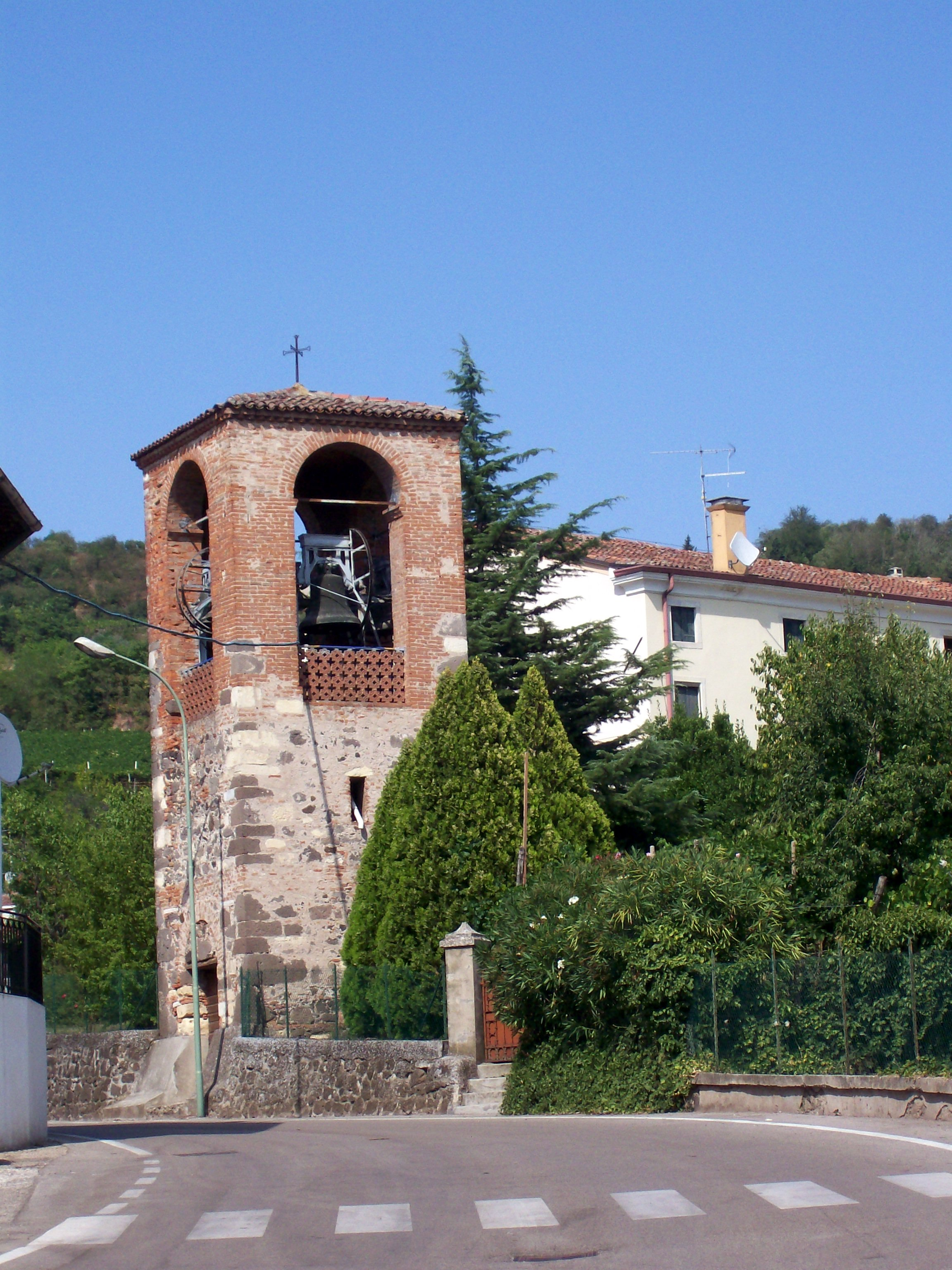
Il campanile

Il campanile, risalente al 1887 e alto otto metri, si trova sul lato opposto di Via piazza Terrossa rispetto alla chiesa, qualche metro più in alto.

Sembra evidente il carattere di provvisorietà della torre, forse nella speranza di intervenire in un altro momento.
A pianta quadrata, con una monofora per lato, termina con un tetto sormontato da una croce.
Il concerto campanario collocato nella torre risulta composto da 5 campane in FA3 montate alla veronese ed elettrificate.

Questi i dati del concerto:
1 – FA3 - diametro 1040 mm - peso 620 kg - Fusa nel 1888 da Cavadini di Verona e saldata nel 1934
2 - SOL3 - diametro 935 mm - peso 440 kg - Fusa nel 1927 da Cavadini di Verona (è una rifusione)
3 – LA3 – diametro 825 mm - peso 310 kg - Fusa nel 1888 da Cavadini di Verona
4 - SIb3 - diametro 773 mm - peso 250 kg - Fusa nel 1888 da Cavadini di Verona
5 – DO4 - diametro 685 mm - peso 170 kg - Fusa nel 1888 da Cavadini di Verona
Il 25 luglio 1888 il concerto, collocato in mezzo alla chiesa, fu consacrato dal Vescovo di Vicenza Antonio Maria de Pol, assistito da alcuni sacerdoti dei paesi vicini.
Nella cella campanaria è presente un sonello fuso sempre da Cavadini nel 1912.